# De Vereeniging (Hunsingo)
De Vereeniging is een voormalig waterschap in de provincie Groningen.
Het gebied van het waterschap werd in het noorden begrensd door het Rasquerdermaar, in het oosten door het Warffumermaar en in het zuiden het Winsumerdiep. De westgens lag even ten westen van de Tinallingerweg. Het schap had twee molens. De ene was de nu nog intacte molen De Zilvermeeuw aan het Warffumermaar. De andere, De Ruimte genaamd, stond aan het Rasquerdermaar aan het einde van de huidige Molenweg van Tinallinge.
Waterstaatkundig gezien ligt het gebied sinds 1995 binnen dat van het waterschap Noorderzijlvest.

## Foto's

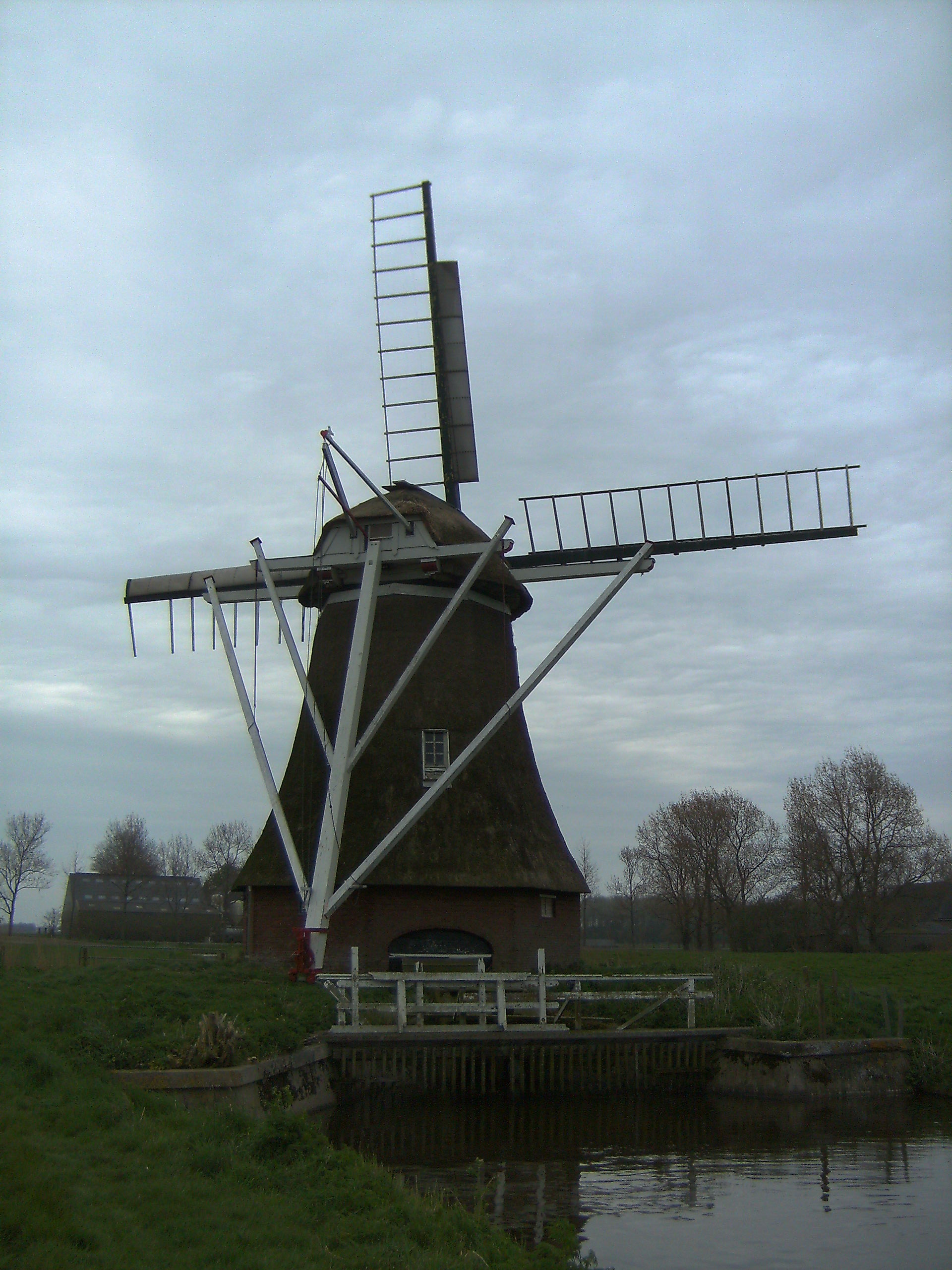
De Zilvermeeuw aan het Warffumermaar
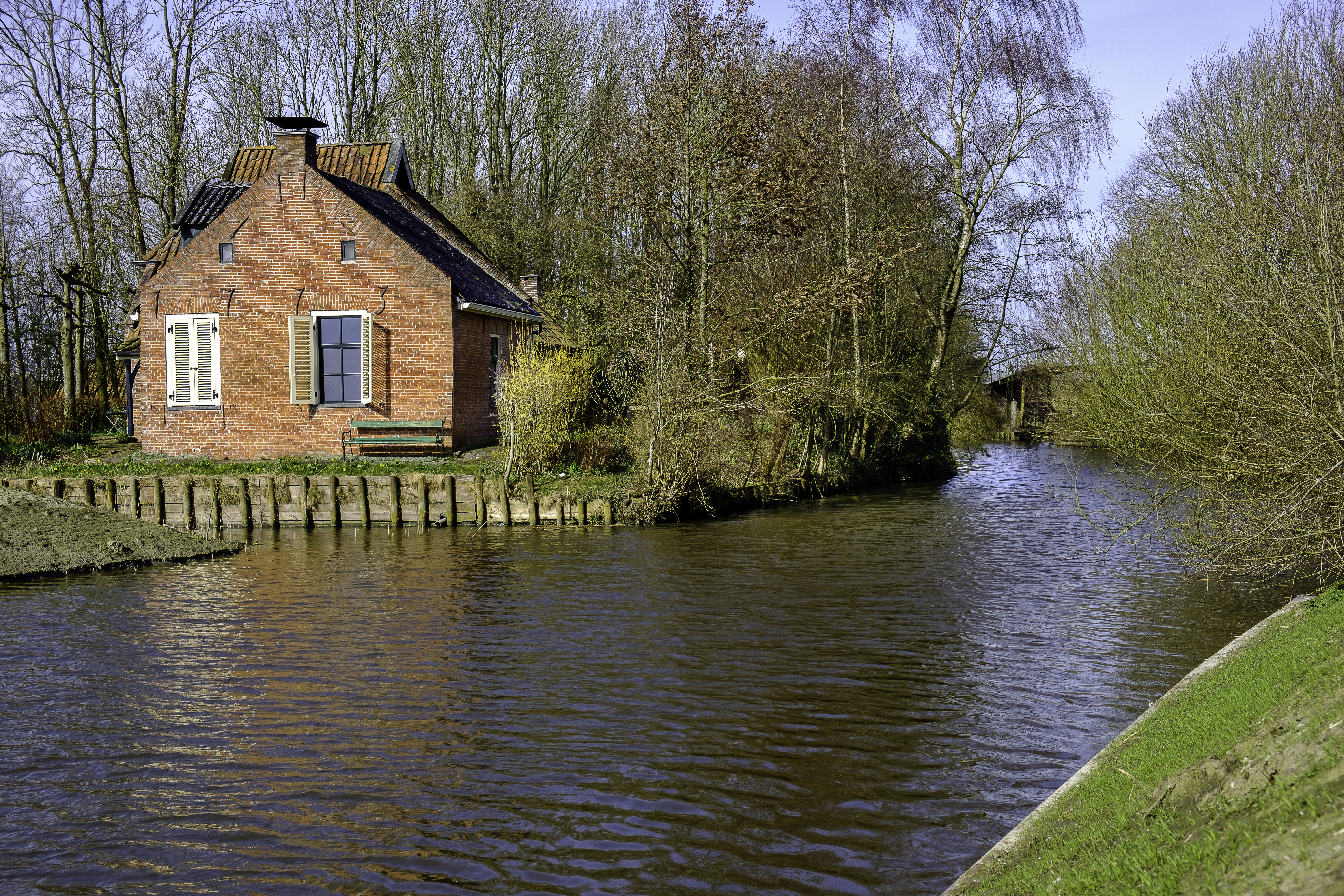
Voormalige molenaarswoning van de verdwenen molen De Ruimte aan het Rasquerdermaar